# Стелла Мвангі
Сте́лла Ньямбу́ра Мва́нгі (норв. Stella Nyambura Mwangi), також знана як STL; нар. 1 вересня 1986 року, Найробі, Кенія) — норвезька співачка кенійського походження. Виконує музику в стилях поп, реп і соул. Музика під авторством Стели увійшла до саундтреків до відомих фільмів «Американський пиріг» і «Збережи останній танець». Співачка дуже популярна в Норвегії, її композиції також входять до провідних африканських чартів та хіт листів.
12 лютого 2011 року співачка брала участь у норвезькому музичному конкурсі Melodi Grand Prix 2011, і виграла його з піснею «Haba Haba» («Потроху»). Перемога в конкурсі дала право співачці представити Норвегію на конкурсі Євробачення 2011, який відбувся в Дюссельдорфі Німеччина. Пісня, з якою співачка представила Норвегію на конкурсі, написана двома мовами — англійською та суахілі (рідною мовою співачки).
BBC назвало Стеллу Мвангі фавориткою Євробачення-2011 одразу після француза Аморі Вассілі, втім співачка не змогла вийти навіть у фінал конкурсу.

## Дискографія

### Альбоми
- 2008 — Living for music

### Сингли
- 2007 — Take it back
- 2010 — Smile
- 2011 — Haba Haba